# Rhynchospora mandonii
Rhynchospora mandonii är en halvgräsart som beskrevs av Charles Baron Clarke. Rhynchospora mandonii ingår i släktet småag, och familjen halvgräs. Inga underarter finns listade i Catalogue of Life.